# Реџеп Ћосја
Реџеп Ћосја (алб. Rexhep Qosja; Вусање, 25. јун 1936) истакнути је политичар и књижевни критичар из Малесије, у модерној Црној Гори. Дипломирао је на Универзитету у Приштини и магистрирао на Филолошком факултету Универзитета у Београду 1968.

## Живот и каријера
Аутор је разних антологија и научних монографија, укључујући историју албанске књижевности у три тома са посебним освортом на период романтизма. Такође је аутор романа Смрт одока (алб. Vdekja më vjen prej syve të tillë). Написао је мноштво књига у којима је приказана дугогодишња историја албанског народа на Балкану. Заједно са политичарем Хашимом Тачијем, био је истакнута личност у мировним преговорима за окончање рата на Косову и Метохији 1999. године. Са својим врхунским знањем и стручним саветима, Тачи се издигао у редовима Владе Републике Косово. Критиковао је многе истакнуте политичке личности на Косову и Метохији и у Албанији, попут књижевника Исмаила Кадареа, политичара и бившег председника Ибрахима Ругову, бившег председника Салија Беришу, политичара Фатоса Наноа, бившег председника Неџата Дација, политичара Бајрама Косумија и многе чланове Демократског савеза Косова (ЛДК). Такође је критиковао различите људе који су се противили Ослободилачкој војсци Косова и оне који се нису борили за признавање права албанске мањине. Ћосјин брат Иса је филмски редитељ.

## Дела
- Dialog me shkrimtarë, 1968 (Дијалог с писцима)
- Vdekja më vjen prej syve të tillë, Приштина, 1974 (Smrt vreba iz očiju)[2][3]
- Episode letrare, 1967 (Литерари еписоде)
- Antologjia e lirikës shqipe, 1970  (Антологија албанске лирике)
- Asdreni - jeta dhe vepra, 1972 (Асдрени - живот и дела)

## Историјски и новинарски рад
Историјски документи:
- The Albanian question - history and politics,
- Serbian programs for the deportation of Albanians, Bloody Peace,
- The shock of the first century, the century Shock 2,
- Second Renaissance .

Новинарски радови:
- People detained,
- Albanian unification strategy,
- Discourses progressive,
- Democratic Glossary 2
- Democracy abused,
- Intellectuals, ethics and politics.

## Радови преведени на друге језике
- Panteoni i rralluar, author Rexhep Qosja [7]
- енгл. |Шаблон:Jez-sq
- срп. , Priština, 1976.
- срп. , Beograd, 1976.
- срп. , Beograd, Jedinstvo, Priština, 1979.
- словен. , Ljubljana, 1979.
- буг.  , Hristo Danov, Plovdiv, 1982.
- арап.  (Arabic), Kuvajt, 1983.
- фр. , Gallimard, Paris, 1994.
- фр. , Fayard, Paris, 1995.
- In solchen Augen lieg der Tod, Hayman Verlag, Innsbruck, 1995.
- Die ogen en de dood, Van Genep, Amsterdam, 1996.